# Landsborough Highway
Der Landsborough Highway ist eine Hauptfernverkehrsstraße im Westen des australischen Bundesstaates Queensland. Die Straße ist 1.030 km lang und verläuft von Cloncurry im äußersten Nordwesten Queenslands in südöstlicher Richtung nach Morven, einer Kleinstadt etwa 660 km westlich der Hauptstadt Brisbane. Sie ist nach dem schottischen Forscher William Landsborough benannt, der im 19. Jahrhundert weite Teile des umgebenden Gebietes erforschte.
Der Landsborough Highway ist ein wichtiger Teil des australischen Highway-Systems, da er Teil der Verbindung zwischen Brisbane und Darwin ist. Der Landsborough Highway ist auch als Matilda Highway bekannt, benannt nach dem berühmten australischen Lied Waltzing Matilda.
Der Highway ist durchgehend asphaltiert, abseits von größeren Ortschaften jedoch oft nur einspurig in der Mitte der Fahrbahn. Dies macht bei der Begegnung von mehrspurigen Fahrzeugen ein Ausweichen auf den unbefestigten Seitenstreifen erforderlich.

## Verlauf
Der Landsborough Highway beginnt ca. 12 km östlich von Cloncurry im Nordwesten von Queensland. Dort endet der Barkly Highway (NA2), der vom Northern Territory nach Queensland führt. Die Straße gabelt sich und es beginnen der Flinders Highway (A6), der in Richtung Osten verlaufend nach Townsville führt, und der Landsborough Highway, der in Richtung Südosten abzweigt.
Der Landsborough Highway verläuft zunächst durch ländliche Gegenden mit zahlreichen Farmen, die Rinder- und Schafzucht betreiben. Als erste größere Ortschaft wird Winton nach etwa 340 km erreicht.
Dann folgt Longreach, das etwa 170 km südöstlich von Winton am Wendekreis des Steinbocks liegt.
Nach Longreach macht die Straße eine Biegung und verläuft für etwa 100 km nach Osten, bis er Barcaldine erreicht. Von dort aus führt der Capricorn Highway (A4) nach Osten weiter bis Rockhampton. Der Landsborough Highway verläuft dann etwa 100 km nach Süden, bis er die Stadt Blackall erreicht. Hinter Blackall ändert die Fernstraße ihre Richtung erneut nach Südosten und führt nach Augathella. Dort zweigt der Mitchell Highway (A2) nach Südwesten ab und führt nach Charleville, während der Landsborough Highway weiter in Richtung Südosten bis zu seinem Ende westlich von Morven zieht. Dort setzt ihn der Warrego Highway (NA2) nach Toowoomba im Osten fort.
Der höchste Punkt im Verlauf des Highways liegt auf 476 m, der niedrigste auf 166 m. Die maximale Steigung beträgt 5 %.